# Роб Макгрегър
Роб Макгрегър (на английски: Robert Roy MacGregor) е американски журналист и писател, автор на романите за Индиана Джоунс-младши и други трилъри и мистерии, както и на много документални книги за себепознание и себеусъвършенстване.

## Биография и творчество
Робърт „Роб“ Макгрегър е роден на 16 май 1948 г. в Уелингтън, Флорида, САЩ. Първоначално започва да учи археология в колежа, но в крайна сметка се прехвърля и завършва със специалност журналистика. През следващите десетина години, той е работил като репортер и редактор, но никога не се отказва от интереса към древните цивилизации. Между работните си места той ходи на почивка в добре проучените археологически обекти в Мексико, Централна и Южна Америка, Европа и Северна Африка, а по-късно впечатленията от тези места ще намерят място в неговите книги.
Когато среща, а по-късно и се жени на 16 юли 1983 г., за писателката Патриция Джейншетц, двамата решават, че ще се посветят на писателска кариера. Започват в началото с издаване на месечно списание, но бизнесът не потръгва. Временно той работи за седмичен вестник, а тя като учителка. През септември 1984 г. тя издава първия си роман и двамата отново се отдават на писателското си поприще.
Първите произведения на Роб Макгрегър са романизации на игрални филми. През 1989 г. е помолен от издателя си и написва романа „Индиана Джоунс и последният кръстоносен поход“ (Indiana Jones And The Last Crusade). В книгата той развива героя в много повече сцени и детайли, отколкото във филма и сценария. Другите романизации на филмите на популярния герой са написани от Джеймс Кан и Кампбел Блак.
Следващата година Макгрегър пише първия си криминален трилър „Crystal Skull“. Вдъхновен от сагата за Индиана Джонс, през 1991 – 1993 г. той започва да пише серията романи за неговите младежки години. Всички истории за Индиана Джонс-младши задължително са свързани с някакъв известен или съществуващ мит или артефакт. За целта той извършва и проучвания на местата на действието на историите от романите. За да има връзка с героите от филмите за възрастния Джоунс включва в романите и някои от персонажите им (Маркус Броуди), и се съветва с Джордж Лукас, Питър Бенчли и Били Дий Уилямс. Романите са много търсени и са включени в списъка на бестселърите на „Ню Йорк Таймс“.
През следващите години пише някои от най-известните си романи. През 1995 г. излиза „Prophecy Rock“, който печели наградата „Едгар Алън По“ за юношески роман, а следващия „Hawk Moon“ е финалист за същата награда през следваща година.
През 1998 – 2000 г., Макгрегър заедно с актьора Били Дий Уилямс, пишат двутомната серия психо-трилъри „Трент Калоуей“. В нея главен герой е пенсионирания майор от военновъздушните сили афроамериканеца Калоуей, който е участвал в специален таен проект и има уменията да вижда психически ставащите другаде събития, а на помощ са и неговите бивши „колеги“.
През 2010 – 2011 г. започва да пише серията с главен герой антрополога Уил Ланса, който се бори с тайнствени мистерии и престъпления.
Освен художествена литература от 1986 г. Макгрегър има много на брой документални книги за самопознание и изследване на най-далечните краища на ума и тялото. Те включват книги посветени на сънищата и тълкуването им, за синхрона на тялото и вселената, за шестото чувство и за йога. Част от тях той пише заедно със съпругата си.
С Брус Джърнън пишат заедно през 2005 г. романа „Мъглата“, в който излагат своята теория за Загадката на Бермудския триъгълник. Брус Джърнън е пилот с дългогодишен летателен опит над Карибите. Той е участвал в редица документални филми за Бермудския триъгълник.
През 2003 г. след смъртта на известния астролог Сидни Омар, Макгрегър и съпругата му поемат писането на неговите книги по астрология под същия псевдоним.
Роб Макгрегър живее в Бойтън Бийч, Южна Флорида със съпругата си Патриция (Триша), дъщеря им Меган (1988) и менажерия от домашни любимци. В допълнение към писателската си кариера Роб Макгрегър преподава йога от 1990 г. и води курсове по медитация.

## Произведения

### Самостоятелни романи
- Crystal Skull (1991)
- Prophecy Rock (1995)
- Hawk Moon (1996)
- The Ghost Tribe (2000)
- Romancing the Raven (2006)
- Just / In Time (2014) – с Били Дий Уилямс
- Seventh Born (2014)
- Bump in the Night (2014)

#### серия „Индиана Джонс-младши“ (1991 – 1993)
1. Indiana Jones And The Peril At Delphi
2. Indiana Jones And The Dance Of The Giants
3. Indiana Jones And The Seven Veils
4. Indiana Jones And The Genesis Deluge
5. Indiana Jones And The Unicorn’s Legacy
6. Indiana Jones And The Interior World

#### Серия „Трент Калоуей“ в съавторство сБили Дий Уилямс
1. Prophecy Psi/Net (1999)
2. Just/In Time (2000)

#### Серия „Уил Ланса“
1. Double Heart (2010)
2. Time Catcher (2011)

#### Романи написани по филми
- Flip Side (1988)
- Private Eye (1988)
- Indiana Jones And The Last Crusade (1989)
- The Phantom (1996)
- Spawn (1997)

#### Документалистика
- The Making Of Miami Vice (1986) – в съавторство с Триш Макгрегър
- The Rainbow Oracle-The Book Of Color Divination (1989) – в съавторство с Тони Гросо
- The Everything Book of Dreams (1997) – в съавторство с Триш Макгрегър
- The Lotus & the Stars: The Way of Astro-Yoga (2001) – в съавторство с Триш Макгрегър
- The Pocket Dream Dictionary (2003)
- Dream Power For Teens (2003)
- Star Power For Teens (2004)
- The Complete Dream Dictionary: A Bedside Guide To Knowing What Your Dreams Mean (2004) – в съавторство с Триш Макгрегър
- Psychic Power: Developing Your Sixth Sense At Any Age (2005)
- Мъглата: Бермудски триъгълник/ Непубликувана теория за феномена, The Fog: A Never Before Published Theory Of The Bermuda Triangle Phenomenon (2005) – в съавторство с Брус Джърнън
- The 7 Secrets of Synchronicity (2010) – в съавторство с Триш Макгрегър
- Synchronicity And The Other Side (2011) – в съавторство с Триш Макгрегър

Заедно с Т. Дж. Макгрегър (Триш Макгрегор) са автори на астрологичните прогнози „Sydney Omarr's Astrological Guide“ от 2005 г. до 2013 г. под псевдонима Сидни Омар.